# Ocean Star Pacific
Ocean Star Pacific  — круизное судно в собственности компании Ocean Star Cruises и эксплуатируемый оператором Ocean Star Cruises было построено в 1971 г. на верфи Wärtsilä в Хельсинки в Финляндии. Судами-близнецами являются Ocean Pearl, Oriental Dragon. 

## История судна
За свою более чем 40-летнюю историю судно сменило массу названий, сойдя со стапелей 9 июля 1970 г. и будучи принятым в эксплуатацию тогда ещё судоходной компанией Royal Caribbean Cruise Line под названием Nordic Prince 31 июля 1971 г. В июне 1980 г. судно было удлинено на 26 метров снова на верфи Wärtsilä. С 1995 по 2005 г. судно трудилось под названием Carousel, после того как  Royal Caribbean Cruise Line пошла на обновление флота и продала старенького «Nordic Prince».
В 
- 2005 – 2006 г. – Aquamarine
- 2006 – 2008 г. – Arielle
- 2008 – 2010 г. – Aquamarine (после разрыва договора)

в 2010 г. судно было продано в 2010 г. за 23,4 млн. ам. долларов мексиканскому пароходству Ocean Star Cruises и 15 декабря 2010 г. в Пирее его окрестили именем Ocean Star Pacific. Официальная церемония крещения  состоялась 8 апреля 2011 г., где судно было крещено мексиканским президентом  Фелипе Кальдероном. Первый круиз под новым именем состоялся 11 апреля 2011 г. из Акапулько.  